# Vlkoš, Přerov
Vlkoš là một làng thuộc huyện Přerov, vùng Olomoucký, Cộng hòa Séc.